# Acidiella maculata
Acidiella maculata är en tvåvingeart som först beskrevs av Tokuichi Shiraki 1933.  Acidiella maculata ingår i släktet Acidiella och familjen borrflugor. Inga underarter finns listade i Catalogue of Life.